# Трипси
Трипсите (Thysanoptera) са разред дребни животни от клас Насекоми (Insecta).
Включва около 6 хиляди вида насекоми, повечето с дължина до 1 милиметър, с крила с характерна влакнеста структура. Хранят се с различни растения и животни, които пробиват, за да изсмучат съдържанието им. Някои видове са вредители по културните растения, докато други се хранят с вредители.

## Семейства
Разред Thysanoptera – Трипси
- Подразред Terebrantia
  - Семейство †Hemithripidae
  - Семейство †Jezzinothripidae
  - Семейство †Karataothripidae
  - Семейство †Scudderothripidae
  - Семейство †Triassothripidae
  - Семейство Adiheterothripidae
  - Семейство Aeolothripidae
  - Семейство Fauriellidae
  - Семейство Heterothripidae
  - Семейство Melanthripidae
  - Семейство Merothripidae
  - Семейство Thripidae
  - Семейство Uzelothripidae
- Подразред Tubulifera
  - Семейство Phlaeothripidae